# Claude Cehes
Claude Cehes est une sculptrice française née le 23 avril 1949 à Alger. Elle vit et travaille à Paris.

## Biographie
Claude Cehes  grandit, entre un père médecin et une mère professeur de Lettres, à Belcourt, quartier populaire d’Alger immortalisé par Albert Camus. À la suite de la déclaration d’indépendance, elle quitte l’Algérie en 1962 avec sa famille et poursuit sa scolarité en France. En 1968, elle  intègre khâgne au lycée Masséna de Nice mais renonce au cursus universitaire pour suivre en 1969, à Paris, l’enseignement de la statuaire classique auprès du sculpteur André Bourroux, sous l’égide du sculpteur Paul Belmondo.
Dès 1973, elle part à Pietrasanta en Italie, village proche de Carrare, pour se former à la taille du marbre dans l’atelier de Blasco Pellacani où elle retournera régulièrement et travaillera plus tard à la réalisation de commandes monumentales. Là, elle fait la connaissance de Jean-Robert Ipoustéguy, d’Alicia Penalba, rencontre Henry Moore et se lie d’amitié avec Antoine Poncet. 
En 1974, elle entre à l’École des Beaux-Arts de Paris, rencontre Gérard Koch qui l’initie à la pratique de la résine polyester et dès 1975, elle participe à de nombreuses manifestations collectives en France et à l’étranger dont des biennales et foires internationales d’art contemporain où elle expose en compagnie de ses aînés : César, Parvine Curie, Marta Pan, Roselyne Granet, José Subira-Puig, Albert Féraud et Alberto Guzman.
Elle rencontre alors le photographe de la Fondation Maeght, Claude Gaspari qui s’intéresse à son travail et photographiera par la suite l’ensemble de ses œuvres, ainsi que Gilbert Clementi de la Fonderie Clementi à qui elle confie la fonte de ses bronzes.
Sa première exposition personnelle a lieu en 1980 à la galerie L’Œil de Bœuf, chez Cérès Franco à Paris, avec attribution de l’Aide de l’État à la Première Exposition. Elle y présente des corps ouverts qu’elle recompose dans le marbre ou la résine polyester à la manière des cires anatomiques du XVIIIe siècle qu’elle a longuement étudiées au musée de la Specola à Florence. Oscillant entre une figuration réaliste (« La peau et les os » 1980) et une abstraction sensible (« Les lames du tarot » 1993) ou totale (« les molles » 2007), elle développe le thème, récurrent dans son œuvre, de la finitude humaine. Pour l’illustrer, elle travaille aussi bien bronze, bois, éponge, verre que caoutchouc et câbles d’ordinateur. Ainsi, en 1984, elle est lauréate de la bourse du Conseil Régional d’Île-de-France et l’obtient pour un travail en marbre intégrant un hologramme. 
Dès 1983, elle entre dans les collections du musée du Quai Saint-Bernard à Paris, du Fonds régional d'art contemporain d’Île-de-France, Paris, du Conseil régional d’Île-de-France, Paris et de plusieurs villes françaises. La Présidence de La République Française l’honore par des achats et elle reçoit, en 1987, le Prix Neuman du musée d’Art Juif à Paris. En 2003, L’Hôtel de la Monnaie (Paris) édite après concours, sa médaille sur l’environnement.
Intégrée en 1988 à un programme d’intervention dans les écoles, elle enseigne la sculpture au sein de la Direction des Affaires culturelles de la Mairie de Paris.
Une rétrospective de ses œuvres « 30 ans de sculpture » est présentée en 2011 par la Ville de Montceau en France.

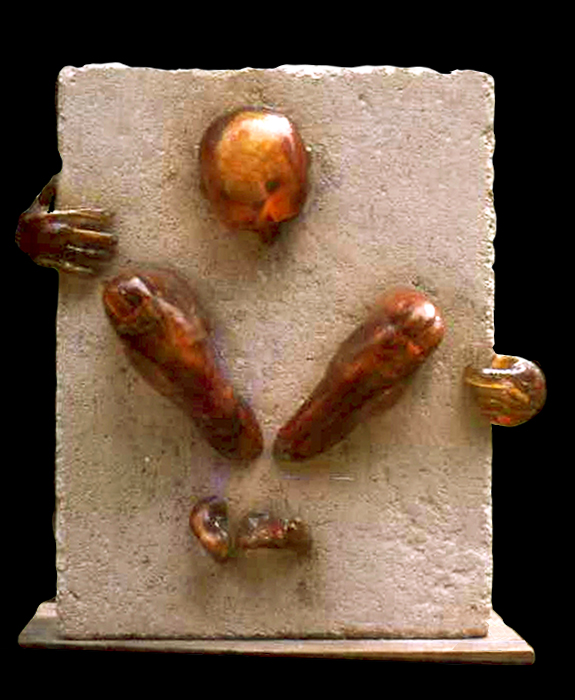
Apparition - La peau et les os - 1979.
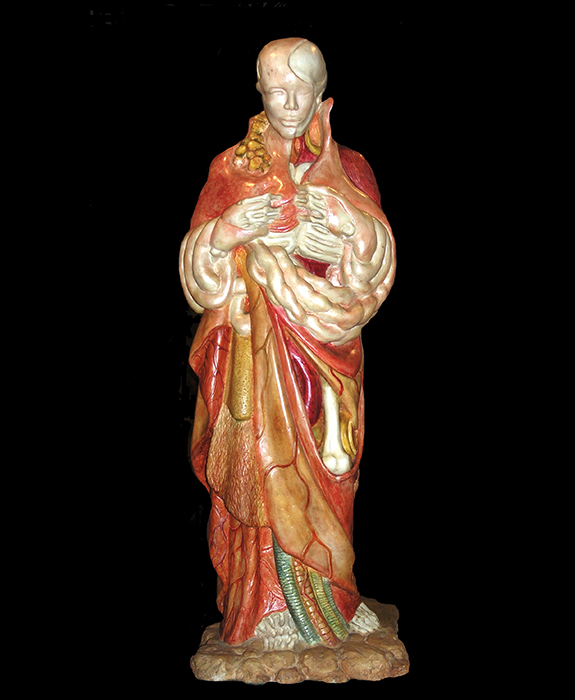
Homodeus - Anatomies - 1980.
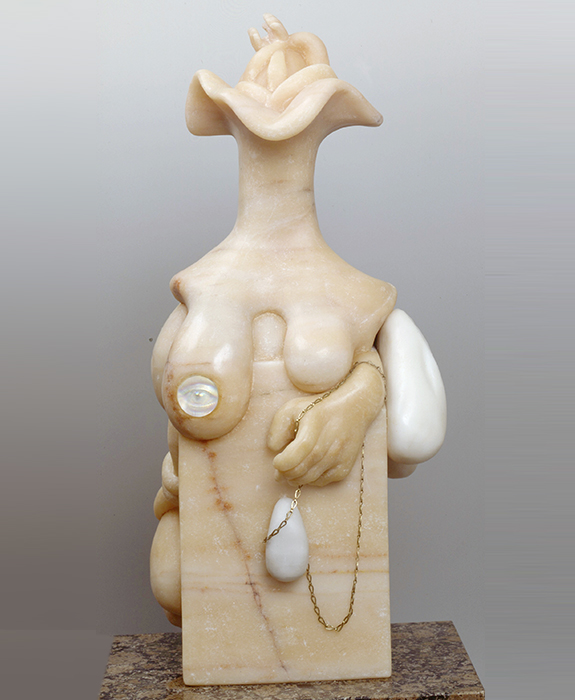
Monument 14 - 1985.
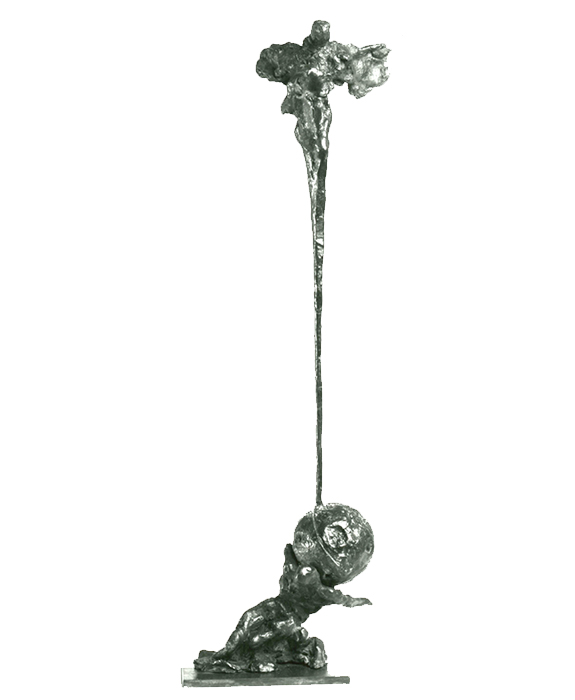
Atlas - Les Aiguilles - 1986.
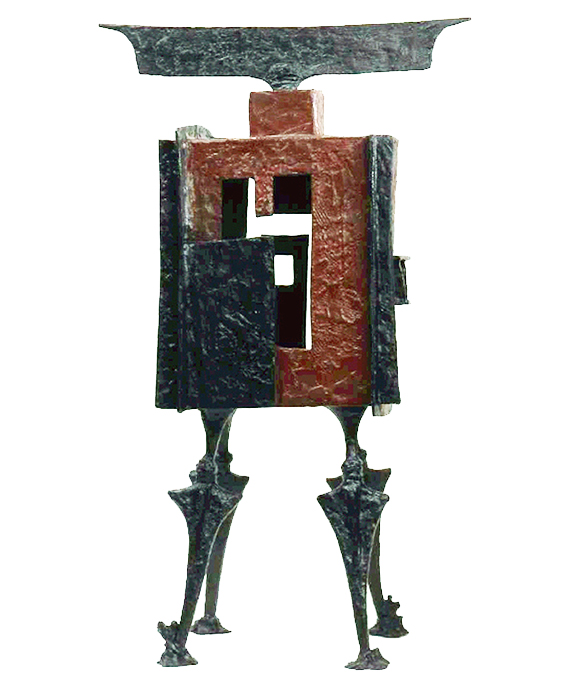
Jugement - Les Lames du Tarot - 1993.
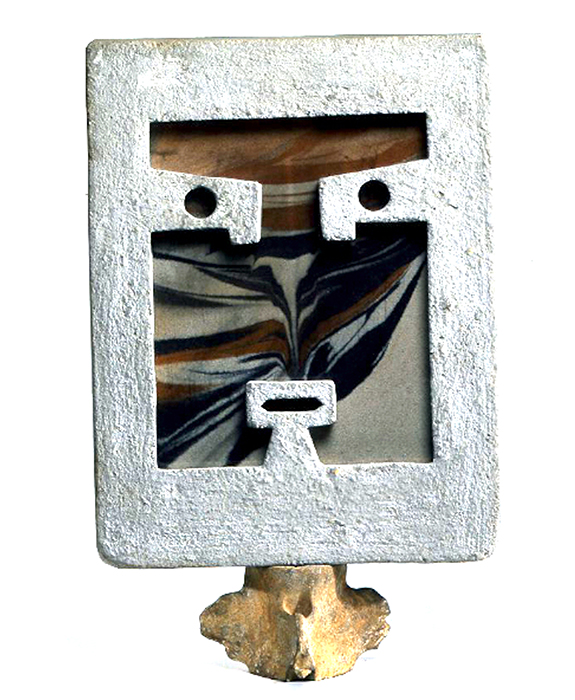
Tête ciment et sable - Les Mutations - 2001.
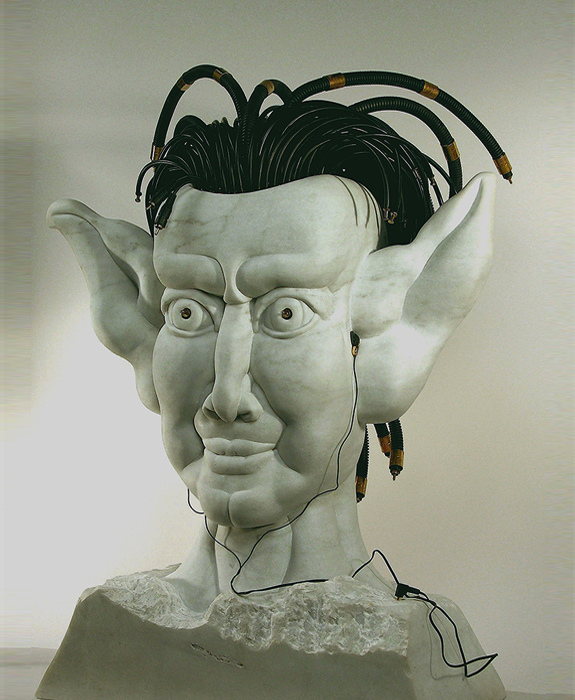
Adam - Les Grandes Figures 2.0 - 2012.
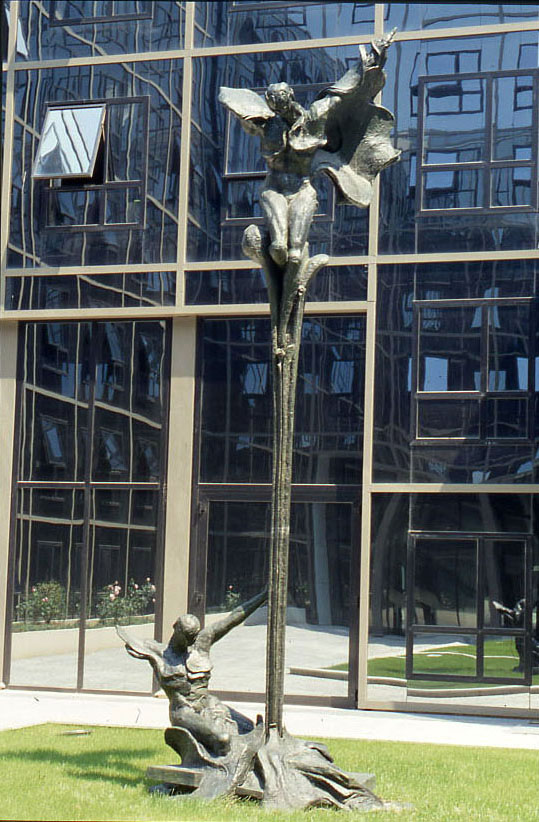
Helios - Issy-les-Moulineaux - 1989.

## Réalisations monumentales
- 2007. Commande de la ville de Saint-Ouen. France : Résistance. Bronze[16]
- 1998. Commande de la ville de Decazeville. France : Paul Ramadier. Bronze
- 1993. 1%  Lycée polyvalent de Bussy Saint-Georges. France : La Porte du Savoir. Bronze
- 1992. Commande de la ville de Bourg- en- Bresse. France : Germination. Bronze. Œuvre inaugurée par Monsieur Jacques Chirac, Président de la République, le 21 décembre 1992[17]
- 1991. Commande de l’OCIL Paris : Les Causeurs. Terres cuites
- 1989. Commande, après concours, des assurances La Mondiale. Issy-les-Moulineaux. France : Hélios. Bronze
- 1988. 1%  Ministère de l’Économie, des Finances et de l’Industrie.  Paris-Bercy : Le Contribuable. Marbre [18]
- 1985. Commandes de la Régie Immobilière de la Ville de Paris : Les Habitants. Terres cuites, Les Gardiens. Marbres, Les Roses. Bronze
- 1983. 1%. Collège de Gency. Cergy-Puiseux. France : Vers la connaissance. Marbres

## Principales expositions personnelles
- 2011 L'Embarcadère. Montceau. France[19]
- 2006 et 1989,1990, 1996  Galerie Lavignes-Bastille. Paris.
- 2004 et 2006 Galerie Terre des Arts. Paris.
- 2002 L’Escale. Levallois. France
- 2001 Centre d'Art et de Culture. Meudon. France
- 2000 Musée de la Grande Loge de France. Paris
- 1999 Galerie Adler, Gstaadt. Suisse
- 1999 Espace 1789. St Ouen. France
- 1995 Galerie Nast à Paris.
- 1993 Galerie Capazza, Nancay. France
- 1987 Galerie 10. Paris.
- 1987 Musée de St Dizier. France
- 1986 Galerie Georges Fall. Paris.
- 1985 Dada House Galerie. Luxembourg
- 1984 Musée Olivier Brice. Montpellier. France.
- 1984 Espace Poisson d'Or. Lyon. France
- 1980 Galerie L’Œil de Bœuf. Paris

## Principales expositions collectives

### Expositions en France
- 1977. Musée des beaux-arts de Rouen.
- 1980. Salle Saint-Jean, Hôtel de ville de Paris.
- 1980. Triennale de sculpture. Jardin des Plantes. Paris
- 1983. Claudine Breguet, présente. Espace Pierre-Cardin, Paris [20]
- 1985. Musée de L’Orangerie du Luxembourg, Paris. Avec le Fonds régional d'art contemporain d’Île-de-France
- 1985. Château de Vascœuil. France
- 1986. Musée de Sens.
- 1989 et 1995. Triennale de sculpture. Jardin des Plantes. Paris
- 1999. Biennale européenne de sculpture. Jardin des Plantes. Paris
- 1997 et 2000. Festival d’art monumental. Antibes. France
- 2002. Les Jeux dans l’Art du XXe siècle. Espace Bellevue, Biarritz. France - Commissaire d’exposition, Solange Auzias de Turenne
- 2003. Une rétrospective de sculptures en pâte de verre. Daum. Nancy France
- 2008. Galerie Akié Arichi. Paris
- 2009. Deuxième biennale de sculpture. Yerres, France - Commissaire d’exposition, Lydia Harambourg
- 2013. Rat d’Art Volant. Millau. France[21]
- 2015. Le Festival Vivant[22]. Galerie Claude Samuel. Paris[23]

### Foires et salons internationaux
- Foire internationale d'art contemporain, Paris. Avec :
  - 1979. Galerie Gérard Laubie. Paris[24]
  - 1981. Galerie l’Œil de bœuf. Paris
  - 1984. Le Conseil régional d’Île-de-France. Paris
  - 1989. Galerie Lavignes-Bastille. Paris.
- 1979. Salons des Architectes Décorateurs. Paris avec Galerie Gérard Laubie. Paris
- 1990. Salon de Mars. Paris avec Galerie Lavignes-Bastille. Paris
- 1992. Art Jonction, Nice, France avec Galerie Capazza. Nancay. France
- 2007. Salon du Collectionneur, Paris avec Galerie Vallois. Paris

### Salons en France depuis 1977
- Salon de la jeune sculpture
- Féminie Dialogue
- Grands et Jeunes d’Aujourd’hui
- Salon Comparaisons
- Salon de Mai
- Jeune Peinture
- Figuration Critique
- Salon des réalités nouvelles
- Salon de Montrouge
- Salon d‘Angers

### Expositions à l’étranger
- Fondation Gulbenkian, Lisbonne, Portugal.
- Sculptures en Afrique avec l’Action Artistique Française à l’Étranger.
- Galeries Nationales, Prague, Tchécoslovaquie.
- Palais de la Monja e Colon, Saragosse, Espagne.
- Foire d’Art International, New York, États-Unis.
- Foire de Montréal, Québec, Canada